# Royal Oak (Baum)

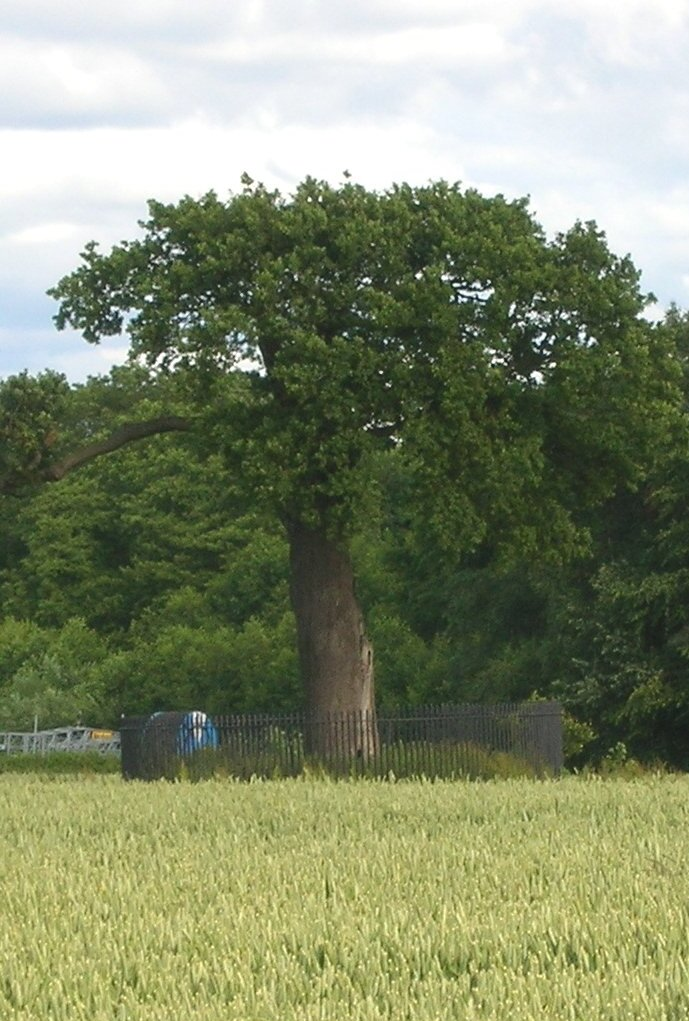
Ein Abkömmling der ursprünglichen Royal Oak bei Boscobel House

Royal Oak (Englisch für "Königliche Eiche") war ein Eichenbaum, in dessen Krone sich Karl II. 1651 nach der Schlacht von Worcester verbarg, als er auf der Flucht vor den Rundköpfen war.
Der Baum stand im Boscobel Wood, der zu Boscobel House gehörte. Karl II. erzählte 1680 Samuel Pepys, dass ein Soldat der Parlamentarier direkt unter ihm hindurchgekommen sei. Nach der Stuart-Restauration war die Anekdote populär; der Töpfer Thomas Toft aus Staffordshire fertigte zahlreiche Teller an, die mit der von „The Lion and the Unicorn“ unterstützten Eiche bemalt waren, aus deren Zweigen das Gesicht des Königs hervorschaute.

## Geschichtlicher Zusammenhang
Nach der Niederlage von Karls royalistischer Armee gegen Cromwells New Model Army floh der König mit Lord Derby, Lord Wilmot und anderen Royalisten. Sie suchten Unterschlupf in der White Ladies Priory und in Boscobel House.
Der König war unter denjenigen, die sich in Boscobel House verbargen. Die Eigentümer des Anwesens, Charles Giffard und die Familie Pendrell, maskierten Karl II. als Förster. Ein erster Versuch des Königs, nach Wales zu flüchten, wurde von Truppen des Commonwealth of England vereitelt. Er traf dann mit William Carlis (oder Careless) zusammen, einem der letzten Royalisten, dem die Flucht vom Schlachtfeld gelungen war. Der Überlieferung nach war es Karl selbst, der nach der Wiederherstellung des Throns Carlis Name in Carlos änderte, der spanischen Form des Namens Karl. Der militärische Rang Carlis' ist nicht geklärt, die Quellen geben Hauptmann, Major oder Oberst an.
Als Cromwells Truppen sich dem Haus näherten, um nach Royalisten zu suchen, verbargen sich der König, Carlis und William Pendrell den Tag über in der Krone der Eiche und versteckten sich am nächsten Tag in einem Schlupfloch in Boscobel House. Danach gelang es Giffard und den Pendrells, ihre Kontakte zu anderen Katholiken zu nutzen und den König mit Lord Wilmot nach Frankreich zu schmuggeln.
Als König Karl II. 1660 ins Königreich England zurückkehrte und wieder den Thron bestieg, gewährte er den Pendrells als Anerkennung für ihre Dienste eine jährliche Rente, die den Abkömmlingen der Familie noch heute ausgezahlt wird. Außerdem erhielten die Pendrells und Oberst Carlis das Recht, ihre Wappen um eine Eiche sowie drei Kronen zu ergänzen.

## Die Eiche heute

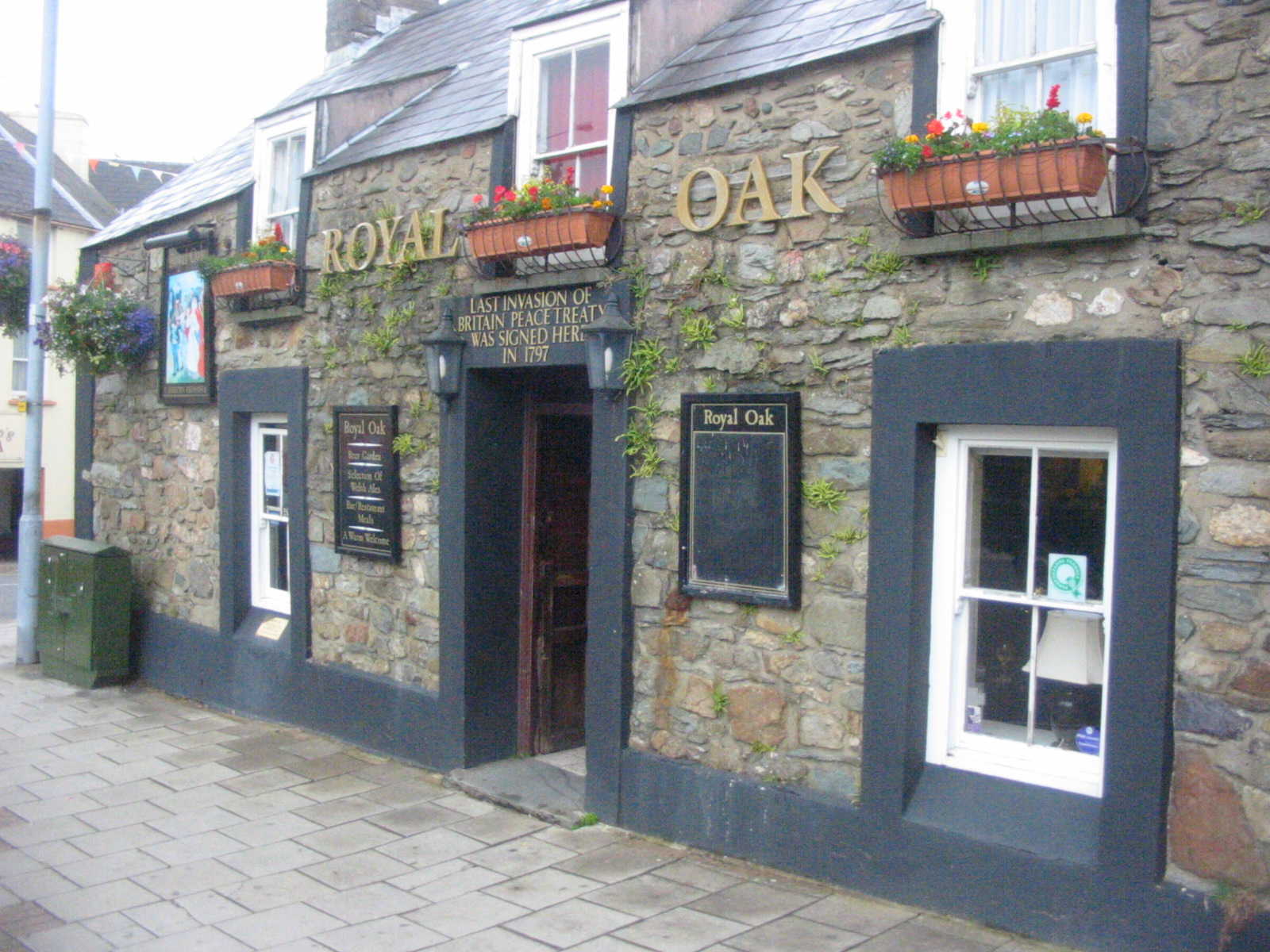
Viele britische Pubs tragen den Namen „Royal Oak“ – etwa wie dieses in Fishguard, Wales

Der heute an der Stelle wachsende Baum ist nicht die ursprüngliche Royal Oak, die während des 17. und 18. Jahrhunderts zerstört wurde, weil Vorbeikommende sich Zweige und Rindenstücke als Souvenirs abschnitten. Es handelt sich um einen zwei- oder dreihundert Jahre alten Ableger des ursprünglichen Baumes, der deswegen als „Son of Royal Oak“ bezeichnet wird.
Dieser „Sohn der königlichen Eiche“ wurde im Jahr 2000 durch einen Sturm schwer geschädigt, wobei er viele Äste verlor. In der Nähe seines Standorts wurde im Jahr 2001 von Prinz Charles ein neuer Setzling gepflanzt. Dieser wurde aus einer Eichel des „Son of Royal Oak“ gezogen und ist demnach ein „Enkel“ der Royal Oak.
Zur Erinnerung an die Bedeutung des Baumes in der britischen Geschichte wurden eine Reihe von Orten und Objekte mit dem Namen Royal Oak benannt, darunter acht Schiffe der Royal Navy. The Royal Oak ist im Vereinigten Königreich der dritthäufigste Name für einen Pub.